# 원용왕후
원용왕후 유씨(元容王后 柳氏, 생몰년 미상)는 고려의 제8대 왕 현종의 제5비이다.

## 생애
대종과 선의왕후의 3남인 경장태자의 딸이다. 본관은 개성이며 성은 왕씨였으나, 친할머니 선의왕후의 성을 따라 유씨로 바꾸었다. 이에 따라 본관은 정주이다.
남편 현종과 아버지 경장태자는 모두 태조의 친손자들이다. 그리고 그녀의 시어머니인 헌정왕후(효숙왕태후)와 경장태자는 친남매이다. 이에 따라 현종과 원용왕후의 결혼은 친가 5촌, 외가 4촌간에 이루어진 근친혼이다. 그밖에 현종의 제1비인 원정왕후는 그녀와 친사촌간이다.
1013년(현종 4년) 음력 5월에 현종의 비로 책봉되었다. 생몰년에 대한 기록은 남아있지 않아 자세히 알 수 없으며, 사망 후 시호를 원용왕후(元容王后)라고 하였다. 남편 현종과의 사이에 자녀는 없었다.

## 가족 관계
- 조부 : 추존 대종(戴宗, ? ~969)
- 조모 : 추존 선의왕후(宣義王后)
  - 아버지 : 경장태자(敬章太子)
  - 어머니 : ?
  - 시아버지 : 추존 안종(安宗, ?~996[3])
  - 시어머니 : 효숙왕태후(孝肅王太后, ?~992)
    - 남편 : 제8대 현종(顯宗, 992~1031 재위: 1009~1031)